# Sieraków Śląski
Sieraków Śląski (deutsch Schierokau, 1936–1945 Breitenmarkt) ist eine Ortschaft in Oberschlesien. Administrativ liegt sie in der Gemeinde Ciasna (Cziasnau) im Powiat Lubliniecki (Landkreis Lublinitz) in der Woiwodschaft Schlesien.

## Geografie

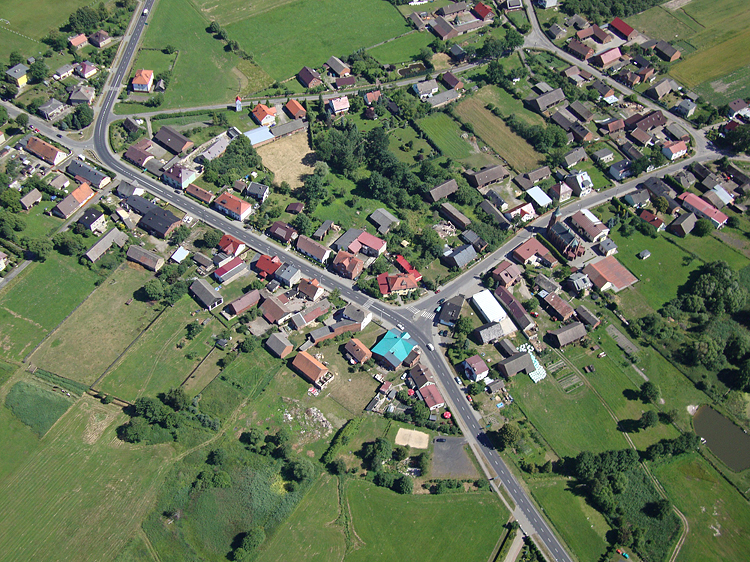
Luftansicht des Dorfes

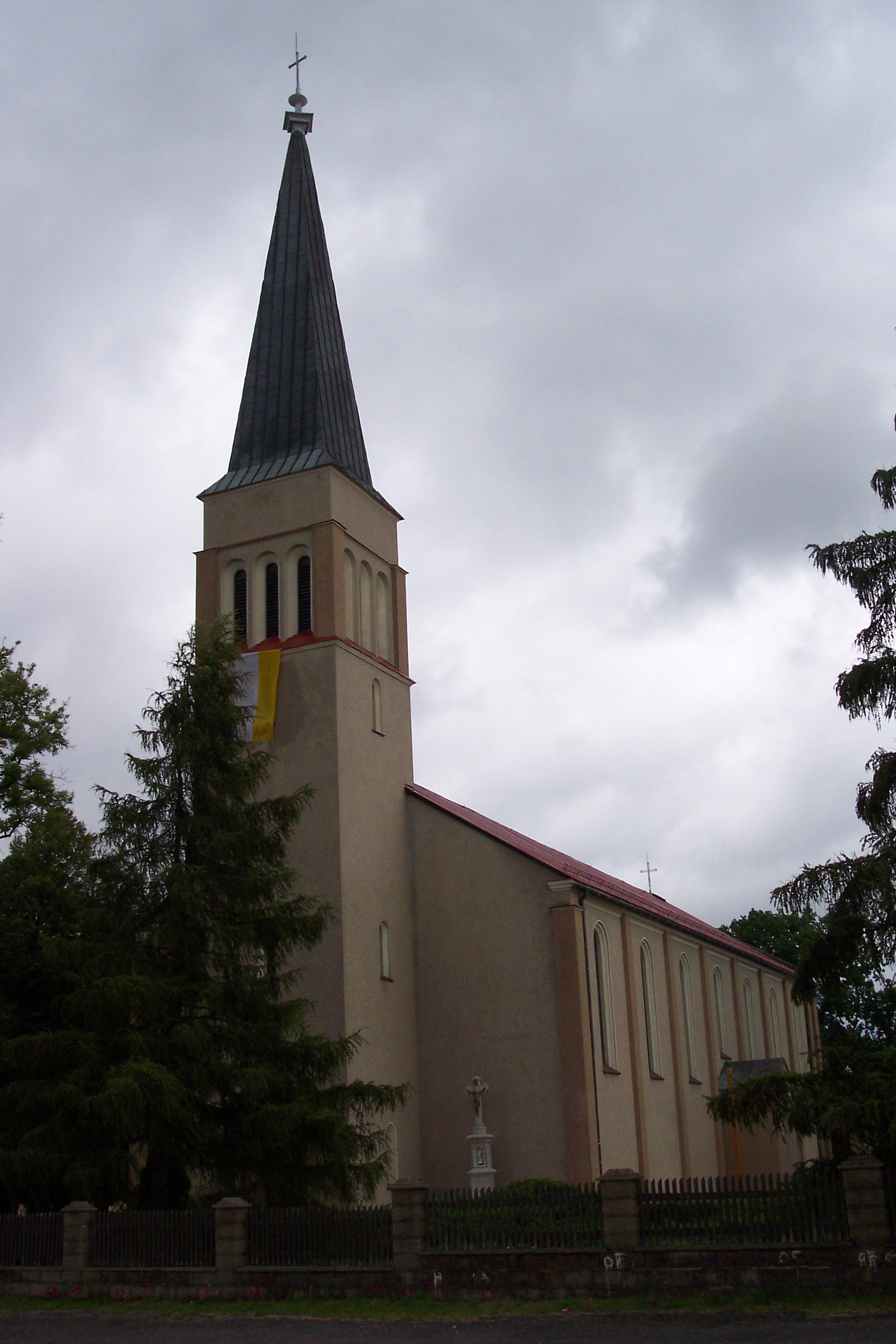
Peter-Paul-Kirche

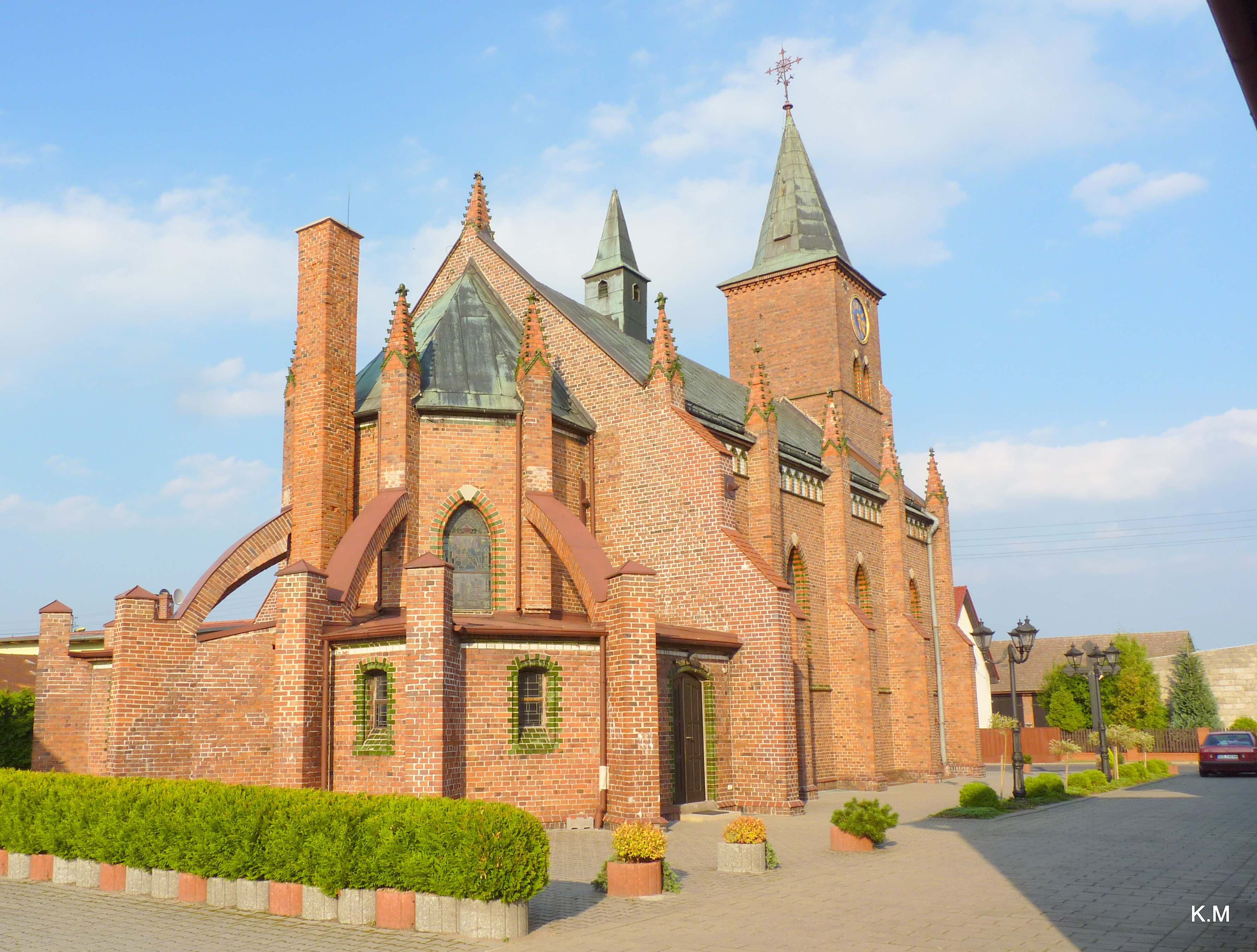
Johannes-Nepomuk-Kirche

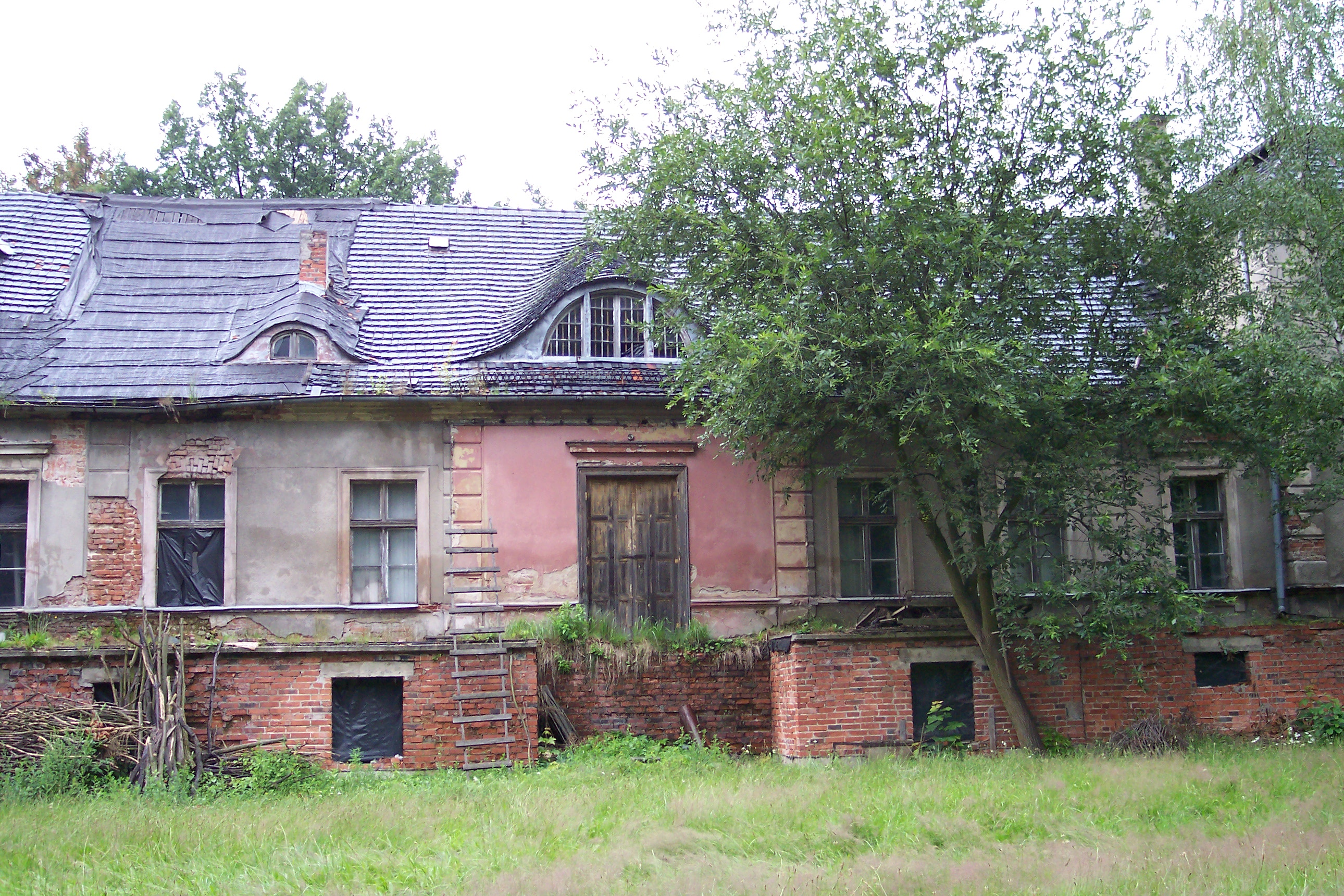
Schloss

Sieraków Śląski liegt vier Kilometer nordwestlich vom Gemeindesitz Ciasna (Cziasnau), 14 Kilometer nordwestlich von der Kreisstadt Lubliniec (Lublinitz) und 67 Kilometer nordwestlich von der Woiwodschaftshauptstadt Kattowitz.
Zu Sieraków Śląski gehören die Ortsteile bzw. Weiler Nowy Sieraków, Osiedle Małe, Osiedle Wielkie, Podole, Przywary, Przywary Leśne und Szyszków.

## Geschichte
1742 kam der Ort mit dem Großteil Schlesiens an Preußen. Seit 1810 besteht im Ort eine katholische Schule. Von 1859 bis 1861 wurde die neue Pfarrkirche erbaut. Sie ersetzte die alte Peterskirche aus Schrotholz, die 1863 abgetragen wurde. 1865 bestand Schierokau aus einem Rittergut und einem Dorf. Der Ort hatte zu diesem Zeitpunkt einen Bauern, vier Halbbauern, 41 Gärtnerstellen und drei Häuslerstellen, sowie eine Wassermühle, eine herrschaftliche Dampfbrennerei, eine Ziegelei, eine Hauskapelle aus Schrotholz und eine katholische Kirche. In der Schule wurden zu diesem Zeitpunkt 130 Schüler unterrichtet. Das Rittergut gehörte einem Herrn Dehnike. Zum Rittergut gehörte das Vorwerk Patoka.
Bei der Volksabstimmung in Oberschlesien am 20. März 1921 stimmten im Ort 217 Wahlberechtigte für einen Verbleib Oberschlesiens bei Deutschland und 178 für eine Zugehörigkeit zu Polen. Auf Gut Schierokau stimmten 126 für Deutschland und 20 für Polen. Schierokau verblieb nach der Teilung Oberschlesiens beim Deutschen Reich. 1936 wurde der Ort im Zuge einer Welle von Ortsumbenennungen der NS-Zeit in Breitenmarkt umbenannt. Bis 1945 befand sich der Ort im Landkreis Loben (zwischenzeitlich im Landkreis Guttentag).
1945 kam der bis dahin deutsche Ort unter polnische Verwaltung und wurde anschließend der Woiwodschaft Schlesien angeschlossen und ins polnische Sieraków Śląski umbenannt. 1950 kam der Ort zur Woiwodschaft Kattowitz. 1975 kam der Ort zur neugegründeten Woiwodschaft Tschenstochau. 1999 kam der Ort zum wiedergegründeten Powiat Lubliniecki und zur neuen Woiwodschaft Schlesien.

## Bauwerke und Sehenswürdigkeiten
- Die römisch-katholische Peter-Paul-Kirche aus dem Jahr 1861
- Die römisch-katholische Johannes-Nepomuk-Kirche aus dem Jahr 1904 im neogotischen Stil
- Schloss aus dem 19. Jahrhundert mit Parkanlage[3]

## Persönlichkeiten
- Edward Flak (1948–2020), Politiker deutscher Abstammung